# Aventuras do Didi
Aventuras do Didi foi um programa de televisão humorístico brasileiro, produzido pela TV Globo e exibido aos domingos, após o Esporte Espetacular de 4 de abril de 2010 até 3 de fevereiro de 2013. Tinha como protagonista o personagem Didi, interpretado por Renato Aragão.
O programa começou com um cenário ambientado no futuro, onde Didi e sua turma são contratados para trabalhar em uma propriedade repleta de tecnologias avançadas.  
No entanto, logo abandonou história e passou a ter o mesmo formato de seu antecessor, A Turma do Didi, com esquetes independentes e convidados especiais, além do quadro Armações e Mancadas com os erros de gravação. O novo formato também incluiu um palco de 360 graus, que contava com a interação do elenco com a platéia, gravada nos estúdio F, do Projac e gravada sem o palco com a plateia, dentro do estúdio I, também do Projac.

## 1ª temporada (2010)
Aventuras do Didi foi lançado com uma proposta de trama futurista, ambientada no ano de 2100. Em sintonia com as discussões sobre o meio ambiente, o programa procurava abordar temas como aquecimento global, degelo das calotas polares e poluição, sempre de forma bem-humorada. Na história, Didi (Renato Aragão), Dedé (Dedé Santana), Tatá (Tadeu Mello), Marcelo (Marcelo Augusto), Daniel (Daniel Del Sarto) e Jacaré (Edson Cardoso) são contratados para trabalhar na residência de um grande empresário da telecomunicação, Cristóvão Gates (José Victor Castiel). A casa é equipada com alta tecnologia e, para chegar ao local, seus moradores usam jatos-carros, mochilas turbinadas e coletes voadores. Os novos empregados convivem com Robôa (Caroline Casadei), uma governanta humanoide, da espécie cybernética, que organiza os afazeres da casa e comanda os outros robôs.
Já instalados na casa, Didi e seus amigos descobrem a existência de um laboratório high-tech, com uma máquina teletransportadora que faz a comunicação entre a realidade e o mundo virtual. Escondido do patrão, Didi viaja para a outra dimensão e ajuda a jovem em sua luta para preservar a natureza. Os dois se apaixonam, mas trata-se de um amor idílico.
Ainda na mesma temporada, Didi e Tatá interpretam, respectivamente, Minichimbinha e Joelminha, filhos de Chimbinha e Joelma, da Banda Calypso. As trapalhadas dos dois irritam a babá (Caroline Casadei), que se queixa com os patrões do imenso trabalho que as crianças dão. Os meninos sossegam quando a Banda Calypso se apresenta tocando seus sucessos.

## 2ª temporada (2011)
A partir da segunda temporada, o programa abandonou as histórias futuristas vistas anteriormente e voltou ao formato dos esquetes. Os amigos voltaram a morar numa mansão, assim como em A Turma do Didi, onde recebiam diversos convidados. O ator Douglas Silva, popularizado na TV como o personagem Acerola da série Cidade dos Homens, passou a fazer parte do time de Didi, interpretando um paquerador atrapalhado.
Outra novidade era o fato de que a cada programa, Dedé passou a pregar peças nos demais integrantes da turma.
Outras histórias passaram a fazer parte do humorístico, em formato de esquetes em que os convidados interpretavam diversos personagens, de acordo com a trama. Um deles mostrou os bastidores (fictícios) do palácio de Buckingham no dia do casamento real. Antes da cerimônia, Príncipe William (Renato Aragão) ouve atentamente os conselhos da Rainha Elizabeth (Daniel Del Sarto), que revela ter implicância com a Kate Middleton (Talula Pascoli). A chegada dos convidados atiça a todos e Elton John (Dedé Santana), amigo de longa data da família, chega para felicitar o casal.
A apresentadora Xuxa Meneghel participou duas vezes dessa temporada. Na primeira, ela interpreta uma moça pobre, cheia de filhos e casada com Didi, um desempregado muito preguiçoso. Xuxa voltou a fazer uma participação (desta vez como ela mesma), ao lado da atriz Klara Castanho no programa do dia 2 de outubro de 2011.

## 3ª temporada (2012 - 2013)
A terceira e última temporada de Aventuras do Didi trouxe novidades: a estreia, no dia 8 de abril de 2012, foi marcada por uma edição especial com presença de uma platéia no estúdio, que interagiu com os atores e cantores convidados. Além de paródias musicais, e homenagem e esquetes, o programa passou a contar com Elaine Mickely no elenco e com a reexibição de esquetes clássicos de Os Trapalhões, para alegrar os saudosistas das confusões de Didi, Dedé, Mussum e Zacarias. Em 2009, A Turma do Didi ganhou uma edição especial com presença de uma platéia no estúdio, que interagiu com os atores e cantores convidados. 
Outra novidade eram as paródias de novelas de sucesso da época, como Avenida Brasil (Avenida Curicica) e Salve Jorge (Saravá, Jorge!).
Na primeira, Didi era Didina (Nina), Tatá era Calminha (Carminha), Dedé era Bufão (Tufão) e Douglas Silva era Fax (Max); em outro episódio, Didi interpretou Suellen, enquanto Tatá era Leleco e atriz Thaís Garayp interpretava Mãe Lucinda.
Já na segunda, Didi interpretava Dona Didionor (paródia de Dona Leonor, vivida pela atriz Nicette Bruno).

## Elenco
| Ator                | Personagem      | Temporadas | Temporadas | Temporadas  |
| Ator                | Personagem      | 1 2010     | 2 2011     | 3 2012/2013 |
| ------------------- | --------------- | ---------- | ---------- | ----------- |
| Renato Aragão       | Didi            |            |            |             |
| Dedé Santana        | Dedé            |            |            |             |
| Marcelo Augusto     | Marcelo         |            |            |             |
| Daniel Del Sarto    | Daniel          |            |            |             |
| Jacaré              | Jacaré          |            |            |             |
| Tadeu Mello         | Tatá            |            |            |             |
| Roberto Guilherme   | Sargento Pincel |            |            |             |
| Alessandra Corrêa   | Variados        |            |            |             |
| Carol Casadei       | Carol / Robôa   |            |            |             |
| Douglas Silva       | Dodô            |            |            |             |
| Elaine Mickely      | Lili            |            |            |             |
| José Victor Castiel | Cristóvão Gates |            |            |             |
| Talula Pascoli      | Lulu            |            |            |             |

### Participações especiais
| Ator               | Personagem    |
| ------------------ | ------------- |
| Eriberto Leão      | Ele mesmo     |
| Fiuk               | Ele mesmo     |
| Rayanne Morais     | Carolzinha    |
| Lua Blanco         | Grace Gates   |
| Naiumi Goldoni     | Marilyn Gates |
| Lynn Court         | Rita Gates    |
| Michelle Birkheuer | Cariniana     |

## Redatores
- Alberto Luiz
- Alexandre Rossi
- Caxa
- Claudio Longo
- Cláudio Spritzer
- Duda Aragão
- Emanuel Rodrigues
- Expedito Faggioni
- Gibe (in memoriam)
- Gilmar Rodrigues
- Guto Franco - final

## Participações musicais
- Parangolé
- Paula Fernandes
- NX Zero
- Tânia Mara
- Exaltasamba
- Padre Fábio de Melo
- Banda Calypso
- Aviões do Forró
- Gusttavo Lima
- Forró do Muído
- Daniel
- Luan Santana
- Xuxa Meneghel
- Kandies
- Lulu Santos
- Fiuk
- Restart
- Caju e Castanha
- Simone & Simaria
- Manu Gavassi

## Ligações Externas
- «Sítio oficial»